# João Paulo (football, 1964)
Pour les articles homonymes, voir João Paulo.
Pour les articles homonymes, voir Donizetti.
Sérgio Luís Donizetti, appelé João Paulo, est un footballeur brésilien né le 7 septembre 1964. Il évoluait au poste d'attaquant.